# Selaginella rhodostachya
Selaginella rhodostachya är en mosslummerväxtart som beskrevs av Bak.. Selaginella rhodostachya ingår i släktet mosslumrar, och familjen mosslummerväxter. Inga underarter finns listade i Catalogue of Life.